# Polygala negevensis
Polygala negevensis är en jungfrulinsväxtart som beskrevs av A. Danin. Polygala negevensis ingår i släktet jungfrulinssläktet, och familjen jungfrulinsväxter. Inga underarter finns listade i Catalogue of Life.

## Bildgalleri

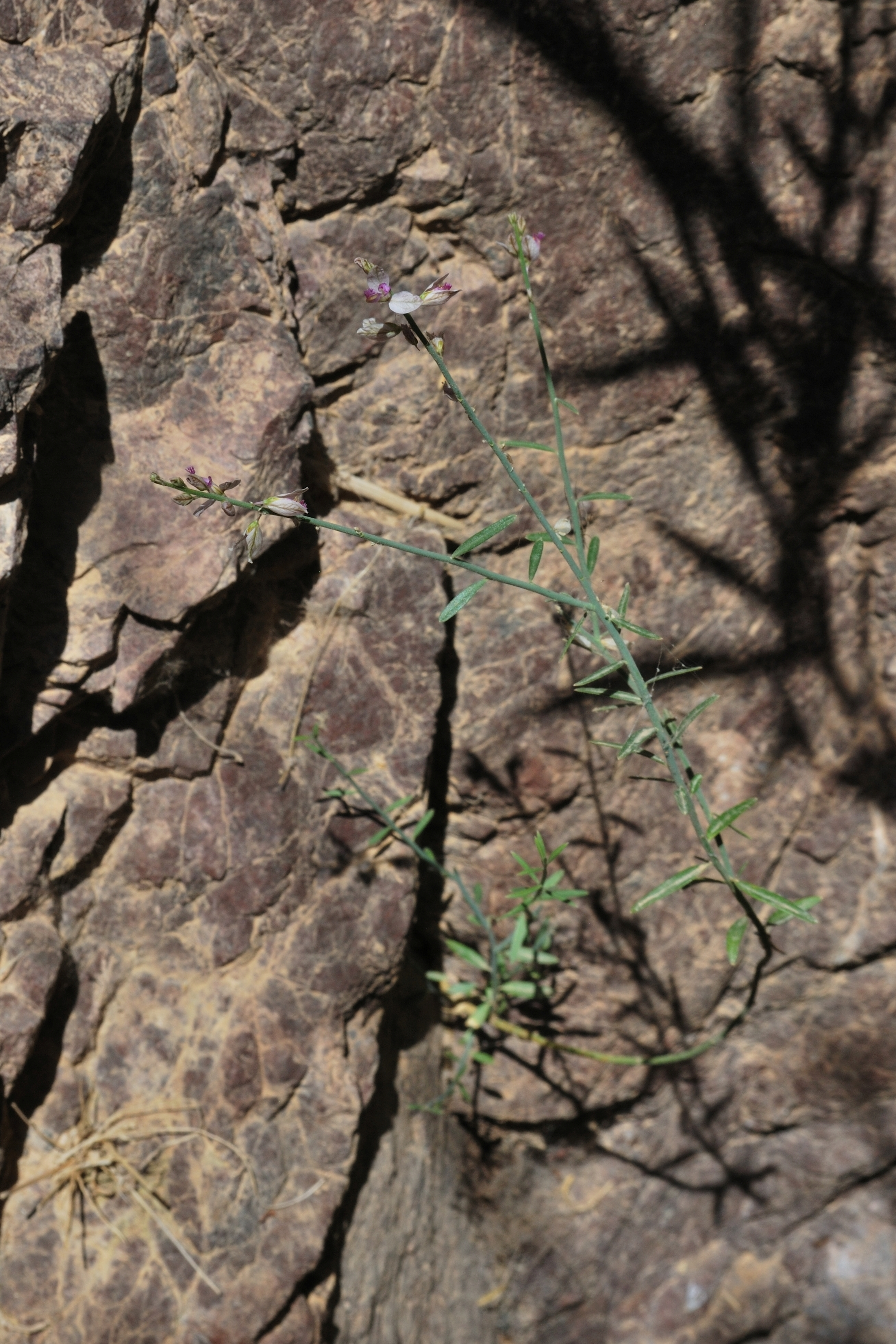